# NK Zagorec Veliko Trgovišće
NK Zagorec je nogometni klub iz mjesta Veliko Trgovišće. U sezoni 2022./23. se natječe se u 1. ŽNL Krapinsko-zagorskoj.